# HNK DOŠK Drniš
HNK DOŠK (Drniški omladinski športski klub) hrvatski je nogometni klub iz Drniša. Trenutačno se natječe u 1. ŽNL Šibensko-kninskoj.

## Povijest kluba
Nogometni klub DOŠK osnovan je 1919. godine. Prvi predsjednik kluba bio je Divko Novak. Za vrijeme Drugog svjetskog rata prestaje s radom. Obnavlja se 1945. godine pod imenom NK Drniš, a zatim ponovo uzima ime DOŠK.

## Vanjske poveznice
- O sportu u Drnišu na službenim stranicama općine  Arhivirana inačica izvorne stranice od 11. listopada 2015. (Wayback Machine)
- DOŠK-ov oproštaj od Dražana Marina
- Nogometni leksikon, DOŠK
- Profil, HNS Semafor